# 耶穌聖心堂 (基隆市)
基隆耶穌聖心堂，又名西定路天主堂，是位於台灣基隆市中山區的天主教教堂，緊臨一旁的聖心中小學。其堂區管轄範圍為中山區和及安樂區。

## 沿革
耶穌聖心堂創堂於1956年（民國45年），創堂神父為原籍浙江樂清、1954年派駐基隆傳教的姚宗鑑（後獲教廷頒授蒙席尊銜）。堂區創建時，教堂位於安樂區西定河旁的雲源巷（今日的安一路100巷），係租用兩層樓民房而來，之後並在此成立幼稚園，但初期教友僅有35人。開教不久，教友人數即激增至三百人，在原有教堂不足以容納之下，姚宗鑑四處尋覓新教堂用地，在台北教區及教外的溫州、寧波同鄉幫助之下，取得了原劃為軍用禁建土地的西定路現址，興建教堂主棟及其後方兩層樓房各一棟，1963年10月竣工啟用。日後並在教堂旁再增建兩層小樓房，提供神父與教友使用。
遷堂後，姚宗鑑以耶穌聖心堂為中心，陸續買下教堂周邊的軍方土地，創辦聖心幼稚園、聖心小學、聖心中學等教育事業。教堂遷址西定路後，堂區內陸續成立教友傳教協進會、青年會、聖母軍、婦女玫瑰會等教友團體。而在1964年至2001年間，亦有為數眾多的聖神婢女傳教會（SSpS；簡稱「聖神會」）修女們在教堂及聖心校區內服務。1997年，姚宗鑑退休，來自西班牙的聖母聖心愛子會接續掌理堂區，直至2012年底交還台北教區自理。

## 堂區團體
- 教友傳教協進會
- 青年會
- 婦女玫瑰聖母會
- 聖母軍基隆聖心支團
- 兒童主日學

## 歷任本堂神父
| 任次 | 姓名（外籍另附母語原名） | 在任時間              | 所屬教區／修會 | 備註     |
| ---- | ------------------------ | --------------------- | -------------- | -------- |
| 1    | 姚宗鑑蒙席               | 1956年—1997年4月      | 台北總教區     |          |
| 2    | 杜仁神父（Fr. Arturo Morales, CMF）             | 1997年4月—1998年12月  | 聖母聖心愛子會 | 智利籍   |
| 3    | 麥利歐神父（Fr. Mario Bonfaini, CMF）           | 1998年12月—2012年12月 | 聖母聖心愛子會 | 義大利籍 |
| 4    | 安立德神父（Fr. James Elliot）           | 2013年1月—2014年10月  | 台北總教區     | 美國籍   |
| 5    | 林天德神父               | 2014年11月—2023年12月 | 台北總教區     |          |
| 6    | 林貞生神父               | 2024年1月—現任        | 台北總教區     |          |

## 彌撒時間
以下時間以當地時間（台灣時間）為準
- 平日彌撒
  - 星期一至四　下午07:30—08:00
  - 星期五　下午07:30—08:00
- 主日彌撒
  - 星期六　下午07:30—08:30
  - 星期日　上午09:00—10:00（華語）、上午11:00—中午12:00（英語）

## 備考
- 2004年播出的台灣偶像劇《求婚事務所》，第一單元《麻雀變鳳凰》曾借用該教堂拍攝結婚場景，當中的主婚神父由時任本堂司鐸麥利歐神父飾演。

## 外部連結
- 基隆耶穌聖心堂官方網站 （页面存档备份，存于）
- 基隆耶穌聖心堂的Facebook專頁